# Roger Callard
Roger Callard (* 1950 in Chesaning, Saginaw County, Michigan) ist ein US-amerikanischer Bodybuilder und Schauspieler.

## Leben
Callard begann im Alter von fünf Jahren auf das Betreiben seines Vaters mit dem Bodybuilding. Er besuchte die Michigan State University und nahm danach an Bodybuilding-Meisterschaften teil. Er gewann 1977 den Titel Mr. America der International Federation of BodyBuilders im Mittelgewicht. Zu dieser Zeit trainierte er zusammen mit Arnold Schwarzenegger am Gold’s Gym und war auch in den beiden Bodybuilding-Filmen Mr. Universum und Pumping Iron zu sehen.
Callard zog sich bald danach vom professionellen Bodybuilding zurück und begann eine Karriere als Schauspieler. Zunächst hatte er Gastauftritte in verschiedenen Fernsehserien und im Spielfilm Sextette mit Timothy Dalton und Tony Curtis. In den 1980er Jahren arbeitete er häufig mit Schwarzenegger zusammen; er arbeitete als Stuntman an Phantom-Kommando und Die totale Erinnerung – Total Recall  sowie als Darsteller in Twins – Zwillinge und Red Heat. In Weird Al Yankovics Filmkomödie UHF – Sender mit beschränkter Hoffnung parodierte er 1989 Schwarzeneggers Rolle des Conan. Eine weitere Filmrollen hatte er in Walter Hills Western Geronimo – Eine Legende, danach spielte er vor allem in Fernsehproduktionen.

## Filmografie (Auswahl)

### Darsteller
- 1976: Mr. Universum (Stay Hungry)
- 1977: Pumping Iron
- 1978: Wonder Woman
- 1978: Sextette
- 1981: Drei Engel für Charlie (Charlie’s Angels)
- 1987: Hunter (Fernsehserie, eine Episode)
- 1988: Twins – Zwillinge (Twins)
- 1988: Red Heat
- 1989: UHF – Sender mit beschränkter Hoffnung (UHF)
- 1992: Sneakers – Die Lautlosen (Sneakers)
- 1993: Geronimo – Eine Legende (Geronimo: An American Legend)
- 1993: Parker Lewis – Der Coole von der Schule (Parker Lewis Can’t Lose, Fernsehserie, eine Episode)
- 1993: Renegade – Gnadenlose Jagd (Renegade)
- 1997: Team Knight Rider (Fernsehserie, eine Episode)
- 1999: Walker, Texas Ranger (Fernsehserie, eine Episode)
- 1999: Born To Kill – Tödliche Erinnerungen (Absence of the Good)
- 2000: Tod in großen Scheinen (Luck of the Draw)
- 2001: Thank You, Good Night
- 2013: Love and Honor – Liebe ist unbesiegbar (Love and Honor)
- 2014: Foxcatcher

### Stunts
- 1985: Phantom-Kommando (Commando)
- 1990: Die totale Erinnerung – Total Recall (Total Recall)